# Ofnet
Ofnet är en grotta nära Nördlingen i Tyskland, känd som fyndplats för intressanta skelettrester från mesolitikum.
De första påträffades 1875-76. 1908 fann man 33 kranier i grottan, ordnade i två grupper likt äggen i ett rede, den ena med 27 den andra med 6 skallar, vilka också varit beströdda med järnockra. Av skeletten i övrigt påträffades endast en del halskotor, flera av dem avhuggna. Fynden har tolkats som uttryck för en egendomlig gravrit.